# Formak
Formak – blok skalny łupany z przeznaczeniem na konkretny wyrób (lub jego krotność) tak, aby zminimalizować naddatek na dalszą obróbkę.